# 旧苏格兰议会大厦

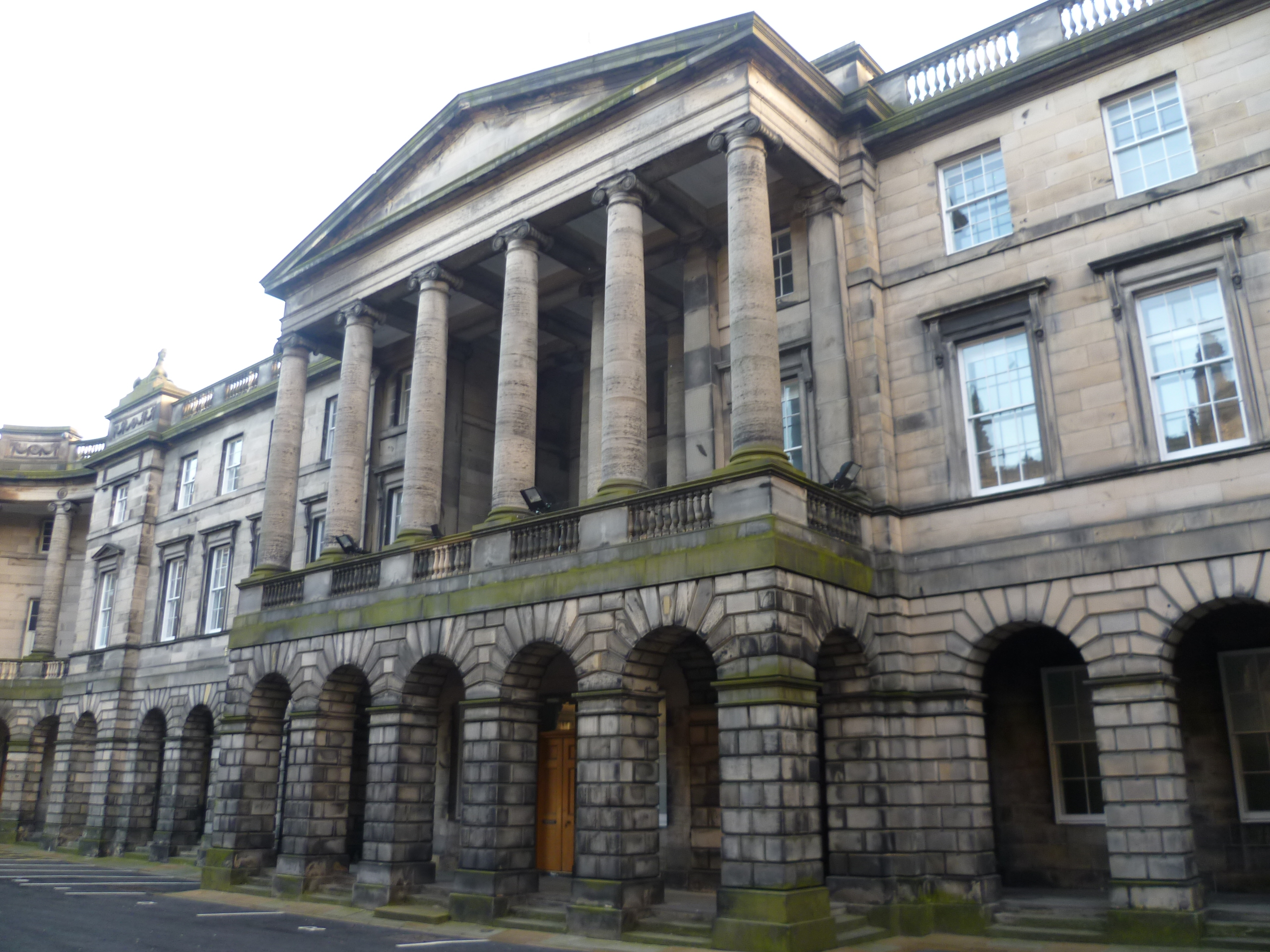
议会大厦

议会大厦（Parliament House）位于苏格兰爱丁堡爱丁堡老城的议会广场，皇家一英里旁，曾经是苏格兰王国國会所在地（1639-1707），现在是苏格兰最高法院，毗邻圣吉尔斯大教堂。
议会大厦最古老的部分是议会厅（Parliament Hall），是不列颠群岛最古老的议会建筑。建于1639年，由詹姆斯·Murray设计。屋顶使用了斯堪的纳维亚橡木。新苏格兰议会大楼的屋顶延续了这一传统。